# Mabel H. Grosvenor
Mabel Harlakenden Grosvenor (28 de julio de 1905 - 30 de octubre de 2006) fue una pediatra estadounidense nacida en Canadá, nieta y secretaria del científico e inventor del teléfono Alexander Graham Bell. Vivió tanto en Beinn Bhreagh, Nueva Escocia, como en Washington D. C.
Grosvenor supervisó la administración de la propiedad canadiense heredada de Bell en Beinn Bhreagh, Baddeck, Nueva Escocia, hasta su muerte, y también fue presidenta honoraria del Alexander Graham Bell Club (fundado en 1891), el club femenino más antiguo de Canadá. El club surgió de una organización social iniciada en Beinn Bhreagh, por Mabel Bell, la esposa de Alexander.
Cuando Grosvenor falleció en 2006, a la edad de 101 años, era la última persona sobreviviente que conoció personalmente y trabajó con Alexander Graham Bell.

## Biografía

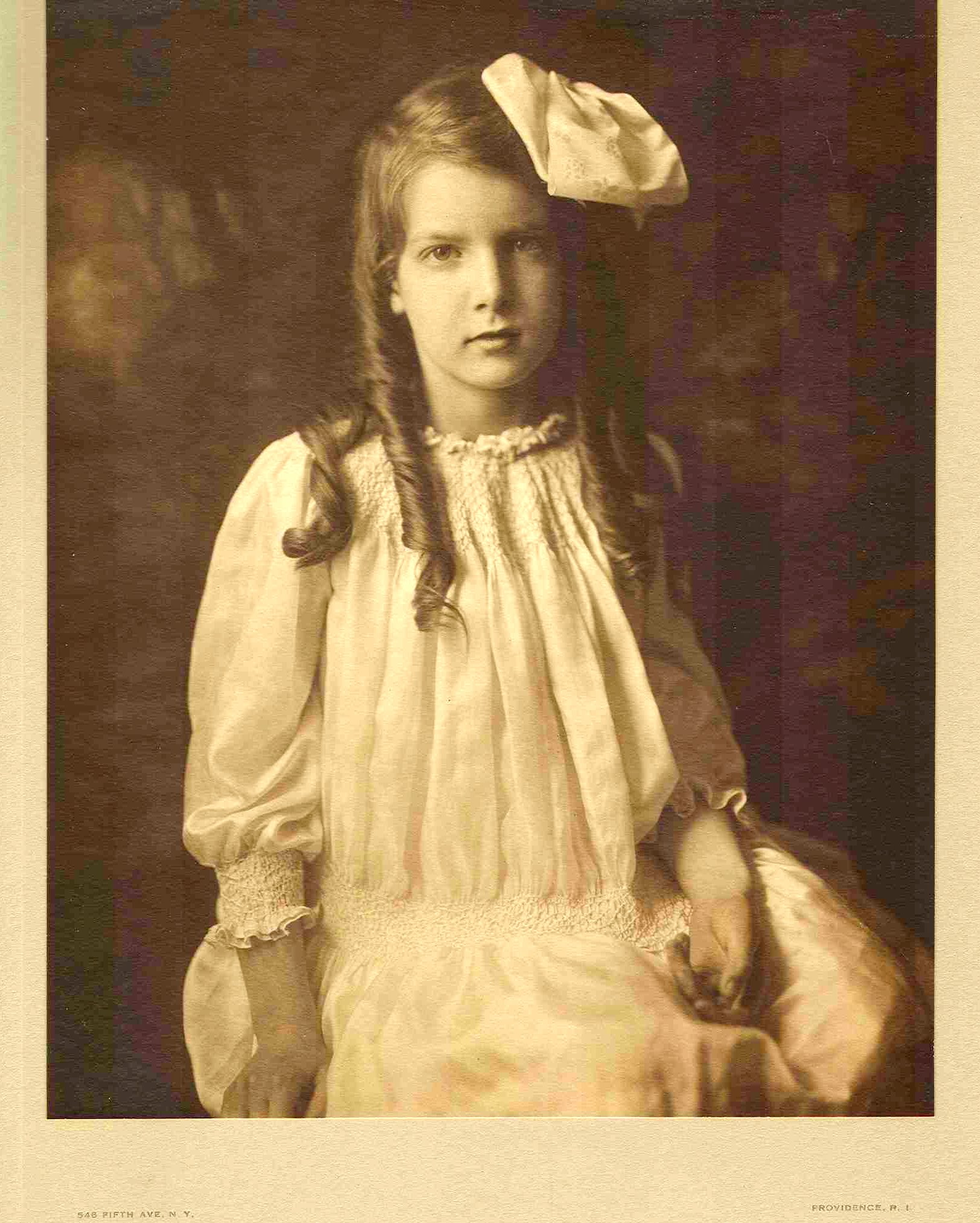
Mabel Grosvenor en 1912 a los siete años de edad.

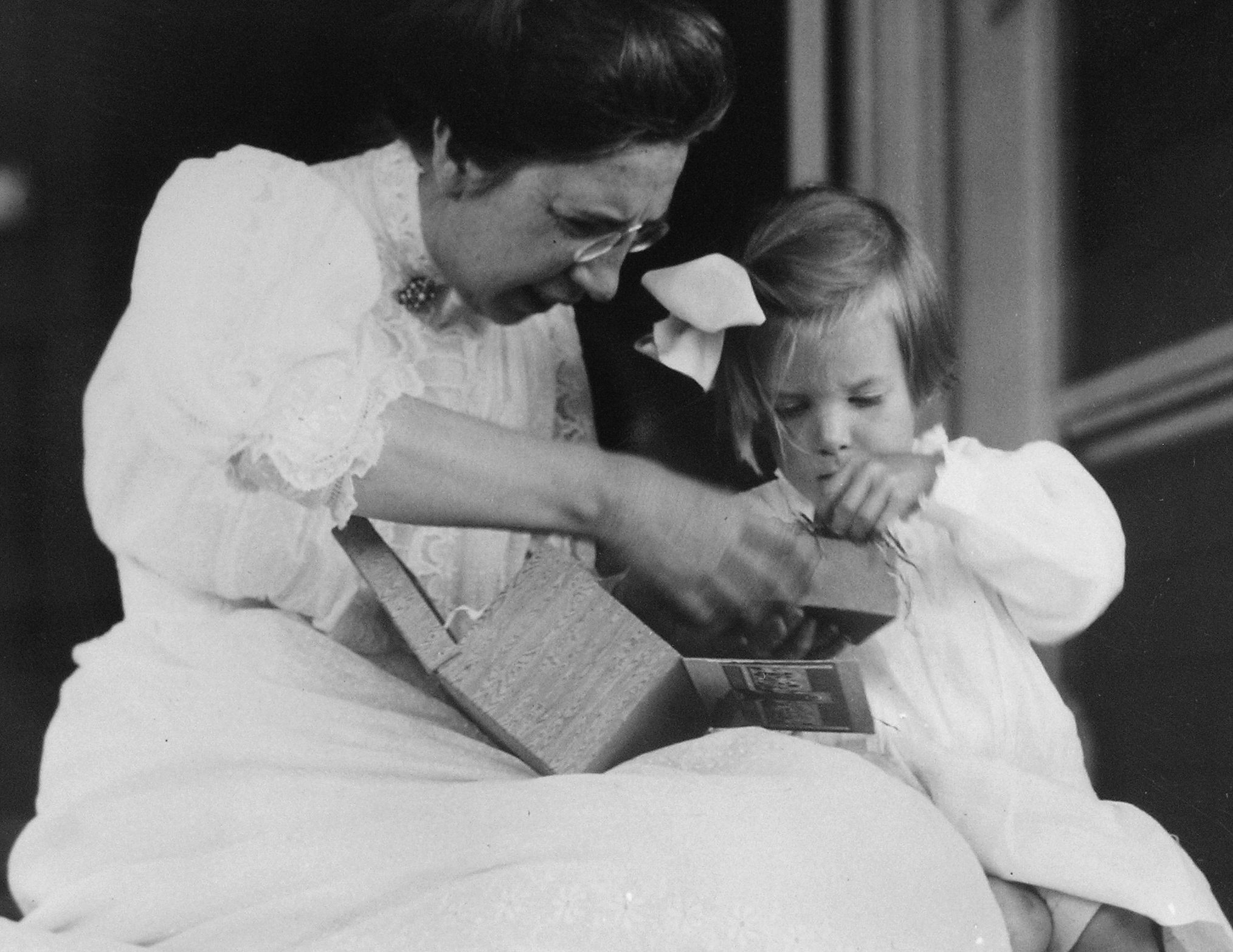
La pequeña Mabel Grosvenor explora el contenido de una caja con su abuela, Mabel Hubbard Bell, en los escalones de su casa de verano en Baddeck, Nueva Escocia.

### Primeros años
Grosvenor fue la tercera de los siete hijos de Gilbert Hovey Grosvenor (1875–1966), padre del fotoperiodismo y primer editor a tiempo completo de la revista National Geographic, y de Elsie May Bell (1878–1964), la primera hija nacida de Alexander Graham Bell y Mabel Gardiner Hubbard. Grosvenor recibió su nombre por su abuela materna, quien quedó sorda a los cinco años y se convirtió, apócrifamente, en la razón de la invención del teléfono.
Vivió y creció tanto en la finca Beinn Bhreagh donde nació como en la casa de sus padres cerca de Dupont Circle en Washington D. C. En 1912, sus padres se mudaron a una gran granja en North Bethesda, Maryland, en lo que más tarde se convertiría en la estación de metro Grosvenor.

### Educación
Grosvenor fue descrita como inteligente, modesta y optimista, y se convirtió en una de las primeras mujeres graduadas del programa médico de la Universidad Johns Hopkins en Baltimore, Maryland. Anteriormente había estudiado en Mount Holyoke College en Massachusetts, una universidad femenina y una de las universidades de élite conocidas como las "Siete Hermanas", las más antiguas de Estados Unidos. Se graduó de Mount Holyoke Phi Beta Kappa en 1927 y completó su título de Medicina en 1931. Luego ejerció como pediatra y trabajó con niños desfavorecidos en el Children's Hospital de Washington D. C., jubilándose después de 35 años de servicio.

### Vida personal
Grosvenor nunca se casó ni tuvo hijos, pero se convirtió en la matriarca no oficial de unos 60 sobrinos y sobrinos nietos descendientes de Bell en Beinn Bhreagh, Baddeck, Nueva Escocia. 'Tía Mabel', como la conocían sus parientes en la finca, era vista como una parte importante del "liderazgo familiar" tanto en la finca canadiense como en el capitolio de los Estados Unidos. Para la comunidad de Baddeck, se la conocía simplemente como 'Dra. Mabel'.

### Muerte
En sus últimos años sufrió insuficiencia cardíaca, pero decidió quedarse en la finca Bell debido a su estrecha relación con la gente de la comunidad. Murió a los 101 años de insuficiencia respiratoria el 30 de octubre de 2006 en la finca Bell cerca de Baddeck. El funeral se celebró el 4 de noviembre de 2006 en la Iglesia Unida de Greenwood en Baddeck, y poco después se llevó a cabo un funeral en su memoria en Washington D. C.

## Testigo de invenciones, descubrimientos e historia

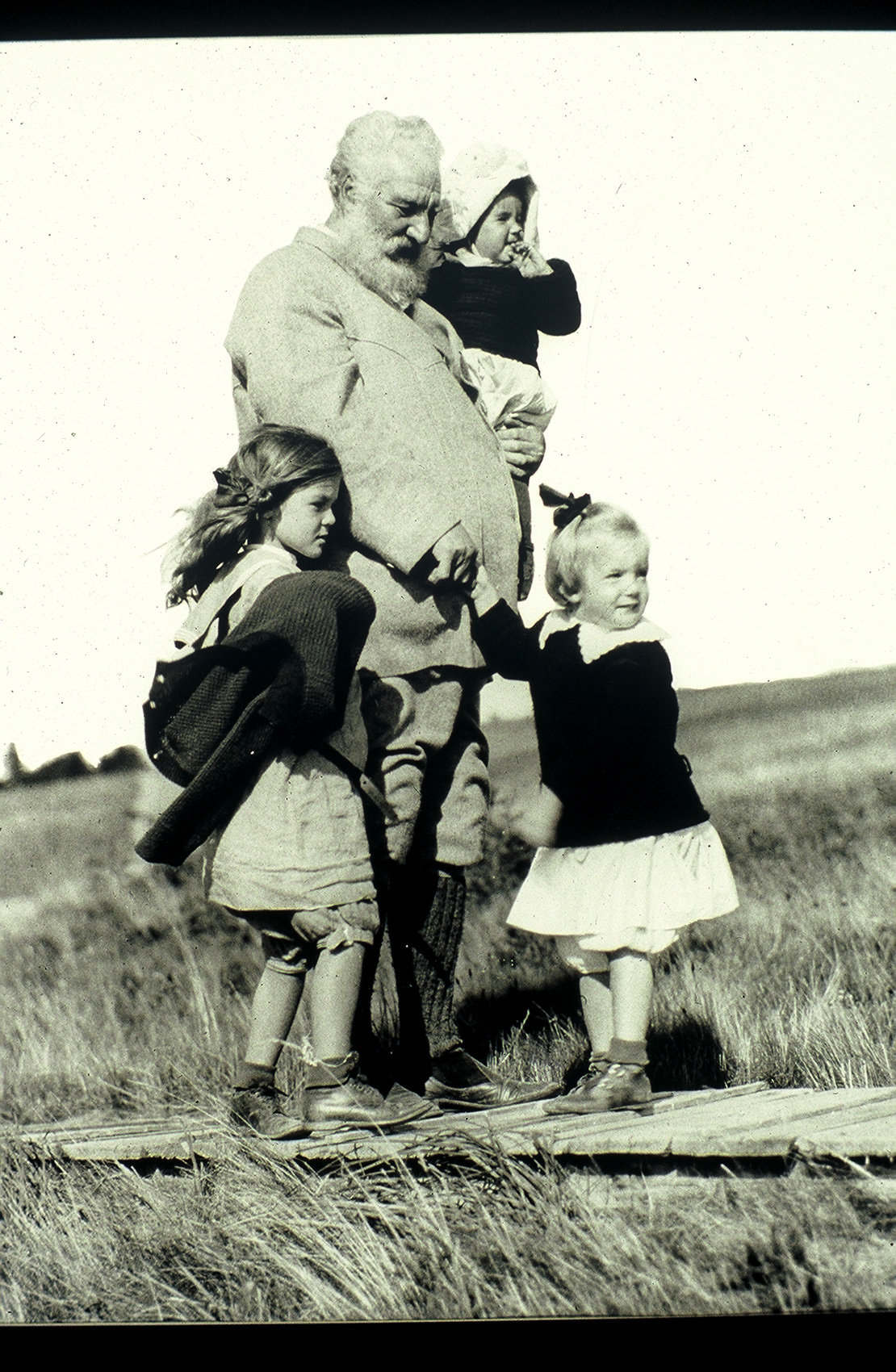
Mabel Grosvenor (derecha) con su abuelo, Alexander Graham Bell, en Beinn Bhreagh en 1908.

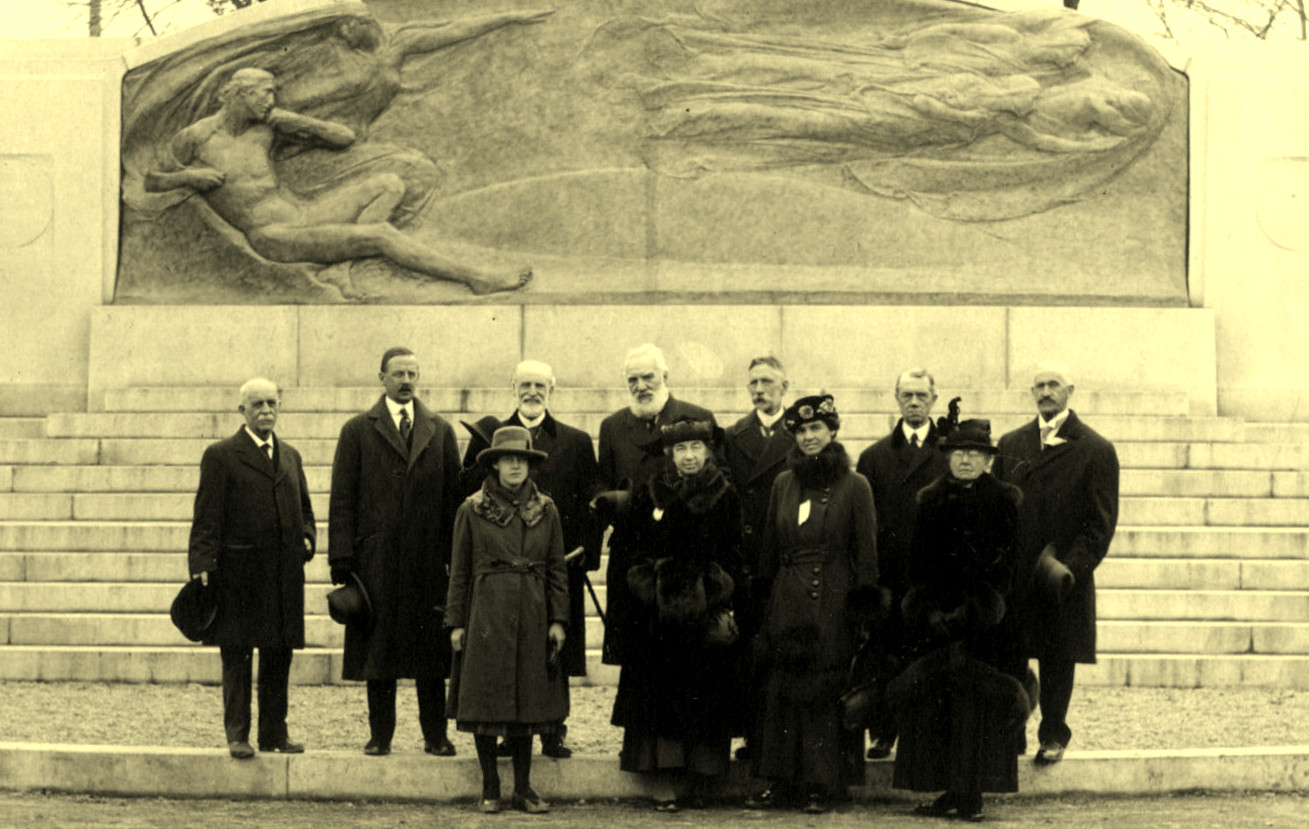
Grosvenor, primera fila, a la izquierda, en la inauguración del Bell Telephone Memorial en 1917. A la derecha está su abuela (de quien recibió el nombre), Mabel Hubbard (Sra. de Alexander Graham Bell), y luego su madre Elsie May Grosvenor. Alexander Graham Bell, su abuelo, está en la última fila, en el centro. (Cortesía: Sitio Histórico Nacional Bell Homestead)

Grosvenor estuvo estrechamente relacionada con su abuelo tanto por parentesco como profesionalmente, dado que fue su secretaria. Pasaba mucho tiempo con él tanto en la propiedad de Beinn Bhreagh como en Washington D. C., así como durante sus viajes internacionales, y los periodistas y escritores que buscaban más detalles sobre el científico-inventor la consideraban una autoridad sobre Bell.
Entre sus primeros recuerdos de su abuelo estaban las ocasiones en que los Bell socializaban con sus diez nietos. El biógrafo y ganador del premio Pulitzer, Robert V. Bruce, autor del trabajo más autorizado sobre Bell, lo describió como poseedor de "la majestuosidad de Moisés y la benevolencia de Santa Claus". Hubo muchas ocasiones alegres en las que sus nietos se sentaban en su regazo y, cuando se lo ordenaban, pellizcaban la nariz de Bell "para producir un ladrido de perro, tirando de su cabello para un balido de oveja y, a modo de clímax, tirando de su barba de Papá Noel para el gruñido deliciosamente feroz de un oso".
Grosvenor fue muy joven testigo de un evento característico en el desarrollo del vuelo de los Bell en Baddeck Bay en 1907, cuando los asociados de los Bell lanzaron el Cygnet, uno de los primeros experimentos con cometas remolcadas de su Asociación de Experimentos Aéreos. El Dr. Bell escribió más tarde: "Casi me olvido de mencionar al testigo que probablemente vivirá más tiempo después de este evento (y recordará menos al respecto): mi nieta, la señorita Mabel Grosvenor, de dos años de edad".
Como secretaria y tomadora de notas del científico, escribía dictados mientras él exploraba la genética, la genealogía, las telecomunicaciones y la arquitectura marina en la forma del barco más rápido del mundo, el HD-4, un hidroala propulsado por dos de los motores y hélices de avión más potentes entonces disponibles. Bell, muy adelantado a su tiempo en apoyo de la igualdad social y un firme partidario de los derechos de la mujer, animó a la madre y la abuela de Grosvenor a marchar en 1913 en la capital de EE. UU. en apoyo del derecho al voto de las mujeres. La marcha sufragista contó con la presencia de 5.000 personas y atrajo a medio millón de espectadores, tanto partidarios del movimiento como detractores amenazantes.
Más tarde, en octubre de 1920, Grosvenor acompañó a la Dra. Bell y a su abuela en la "visita de despedida" de su abuelo a Europa, donde buscó a los ancestros perdidos hace mucho tiempo. Encontraron a varios primos que él no sabía que existían al revisar los registros genealógicos en Escocia, la tierra donde nació Bell. Grosvenor también estuvo presente cuando la ciudad de Edimburgo nombró al Dr. Bell 'Burgués' y le otorgó su gran honor, el premio Freedom of The City.

## Alexander Graham Bell Club
El Alexander Graham Bell Club, fundado en 1891, se convirtió en el club femenino más antiguo de Canadá y surgió de una organización social iniciada en Beinn Bhreagh por Mabel Bell, la abuela de Grosvenor. Grosvenor fue nombrada presidenta honoraria hasta su muerte en 2006. El club, creado originalmente como The Young Ladies Of Baddeck Club, fue renombrado en 1922 después de la muerte de Bell, y después de que Mabel Bell rechazara el uso de su nombre.